# 北本線
- 北本線
- 北部線
- 北線

北本線（きたほんせん、タイ語: ทางรถไฟสายเหนือ）は、タイ王国の鉄道でありフアランポーン駅（バンコク）とチェンマイ駅間(751.42 km)を結ぶ鉄道路線の通称であり、北部線、あるいは単に北線とも呼ばれる。登記上の正式名称はクルンテープ=チェンマイ線という。
当記事ではバーンダーラー分岐駅-サワンカローク駅間(28.83 km)の支線（バーンダーラー=サワンカローク線）も併せて述べる。

## 概要
フアランポーン - クルンガオ（1917年にアユタヤ駅へ改称）間が1897年3月26日に開業した。それは同時に、タイにおける官営鉄道の始まりでもあった。
開業時、フアランポーン駅、クルンガオ（アユタヤ）駅に加え、中間駅としてバーンスー分岐駅、ラックシー駅、ラックホック駅、 クローンランシット駅、チアンラック駅、チアンラックノーイ駅、バーンパイン駅の7駅が開業した。このうちクローンランシット駅は2020年に廃駅となったが、その付近にはランシット駅が1994年に開業している。
東北線（フアランポーン - ナコーンラーチャシーマー）が完成後北線の工事が始まり北に向かい少しずつ延伸し、1922年1月1日にようやくチェンマイまで到達した。（フアランポーン - チェンマイ間の営業開始は1933年4月11日）
南半分の区間はチャオプラヤーデルタに通じるタイ中北部の広大な平野部を南北に貫き、車窓には一大穀倉地帯が続く。アユタヤ、ロッブリー、ナコンサワン、ピッサヌロークといったタイ中北部の主要都市を通過するため、旅客・貨物ともに需要が多い。タイの行政上の区分ではピッサヌローク県以北がタイ北部とされているが、ウタラディット付近まではほぼ平坦な線形を辿る。一方、北半分の区間は急勾配が連続する山岳鉄道の様を呈する。ウタラディットより先はナーン川本流域からその支流であるヨム川流域、ピン川の支流であるワン川流域、そしてピン川本流域へと、急勾配で峠を越えながら主要河川と交わるように東西に結ぶ。
タイ中部から北部にかけて中核都市を結び、終点のチェンマイがタイ北部を代表する国際観光都市でもあることから、タイ国鉄では最も主要な幹線として位置づけられている。バンコク-チェンマイ間を結ぶ寝台特急「ウトラーウィティー号」 をはじめ、複数の優等列車が運行している。また豪華ツアー列車のイースタン＆オリエンタル・エクスプレスがタイ国内を走行する際はフアランポーン駅に乗り入れ、時にはチェンマイまで走行する姿がみられる。
他に特筆すべき列車として、2015年6月頃まで第13，14寝台特急列車が、西日本旅客鉄道（JR西日本）より譲渡された24系客車列車で運用されていた。現在では同列車は在来客車での運転となっているが、運用上の都合等により24系客車譲渡車が連結されることがしばしばある。なお、同客車は2023年現在は定期運用を持たず、臨時列車やタイ国鉄やタイ国政府観光庁が主催する団体ツアー列車等に使用される。
信号設備面をみても、非自動信号が主流を占めるタイ国鉄の中では近代化が進んでいる。詳細は後述。

### 複線化事業
2003年7月にバーンパーチー - ロッブリー間が複線化(厳密には単線2線並列化)されて以来、長らくロッブリー駅以北が単線のまま残存されてきたが、ピッサヌローク駅までの複線化が決定し、2016年末頃より第1期事業区間であるロッブリー - パークナムポー間が着工した。
2025年2月現在も、既存路線に並行する形で複線の対を成す新線建設が続いている。ただしロッブリー駅付近は重要な遺跡が多く拡張が困難なため、同市街を大きく迂回するバイパス線を設けることで解決した。バイパス線上には新駅が準備されており、報道ではロッブリー2駅とも呼ばれている。これら複線化事業は2022年に完成予定とされていたが、諸々の理由により延期が相次いだ。2025年に入り、同年半ばの開通を目指し、5月に試運転を行うと報じられた。同年5月26日、コッククラーティアム - パークナムポー間の複線化の開通式が行われ、同月30日にダイヤ改正された。なお在来のロッブリー駅は近郊列車が、同年12月に開業予定の新駅には長距離列車が停車する予定。
2022年5月11日、第2期事業区間 パークナムポー - デンチャイ間、延べ280.5 kmの複線化事業について環境アセスメントが承認された。

### 北部新線計画
デンチャイより分岐し、チェンライを経てラオス国境のチエンコーンに至る支線建設が進められている。総延長323 km、総工期6年間。

### 西部新線計画
ナコーンサワンより分岐し、ミャンマーと接するターク県へ向かうターク=メーソート支線（仮称）が計画中である。ターク方面への鉄道建設は19世紀の鉄道黎明期より既に構想され、20世紀中にもスパンブリー支線を延長する形で検討されたものの放棄された。21世紀に入り、ナコーンサワンを起点とする現在の計画が具体化し、2022年現在、住民との公聴会が重ねられている段階である。

### ターミナル駅移転
2021年、並行する電化新線ダークレッドラインがバーンスー中央（当時） - ランシット間で開業したことに伴い、当線の長距離列車は基本的に同年12月23日より同線経由で運転されると同時に、フアランポーン駅乗り入れも停止となりバーンスー駅発着に切り替わる計画が公表されていた。しかし諸事情により計画は遅れ、2023年1月19日に長距離優等列車を中心にフアランポーン駅発着列車の大半がクルンテープ・アピワット中央駅発着に変更され、ダークレッドラインと同じ新線を走行するようになった。改正後も一部列車はフワランポーン駅発着で残されている（後述）。

## 路線データ
- 路線距離：
  - フアランポーン駅 - チエンマイ駅 751.42 km
  - バーンダーラー分岐駅 - サワンカローク駅 28.83 km
- 軌間：1,000 mm
- 複線区間：
  - フアランポーン駅 - ランシット駅 29.75 km
  - バーンパーチー分岐駅 - ロッブリー駅 42.86 km
  - コッククラーティアム駅 - パークナムポー駅[14] 106.33 km
- 3線区間：
  - ランシット駅 - バーンパーチー分岐駅 60.20 km
- 単線区間：
  - ロッブリー駅 - コッククラーティアム駅 11.42 km
  - パークナムポー駅- チェンマイ駅 500.86 km
  - バーンダーラー分岐駅 - サワンカローク駅 28.83 km
- 電化区間: なし（全線非電化）
- 最高速度: 120 km/h

## 開業の歴史
- 1897年3月26日 【開業】フアランポーン駅 - アユタヤ駅 (71.08 km)

（アユタヤ駅は1917年までクルンガオ駅と称した）
- 1897年5月1日  【開業】アユタヤ駅 - バーンパーチー駅 (18.87 km)
- 1901年4月1日  【開業】バーンパーチー駅 - ロッブリー駅 (42.86 km)
- 1905年10月31日【開業】ロッブリー駅 - パークナムポー駅 (117.75 km)
- 1908年1月24日 【開業】パークナムポー駅 - ピッサヌローク駅 (138.66km)
- 1908年11月11日【開業】ピッサヌローク駅 - バーンダーラー分岐駅 (69.03 km)
- 1909年8月15日 【開業】バーンダーラー分岐駅 - パントンプン駅 (51.05 km)
- 1909年8月15日 【開業】バーンダーラー分岐駅 - サワンカローク駅 (28.83 km)
- 1911年6月1日 【開業】パントンプン駅 - メーファック停車場 (18.86 km)
- 1912年11月1日 【開業】メーファック停車場 - パクパン駅 (10.21 km)
- 1913年5月1日 【開業】パクパン駅 - フアイメータ停車場 (15.99 km)
- 1914年6月15日 【開業】フアイメータ停車場 - バーンピン駅 (9.44 km)
- 1915年5月1日 【開業】バーンピン駅 - パーコー停車場 (17.36 km)
- 1915年12月15日 【開業】パーコー停車場 - メーチャン駅 (19.11 km)
- 1916年4月1日 【開業】メーチャン駅 - ナコーンラムパーン駅 (41.96 km)
- 1916年12月20日 【開業】ナコーンラムパーン駅 - メータンノイ駅 (29.51 km)
- 1918年7月1日 【開業】メータンノイ駅 - クンターン駅 (11.34 km)
- 1922年1月1日 【開業】クンターン駅 - チェンマイ駅 (68.28 km)

## 複線化の歴史
- 1932年1月1日 【複線化】フアランポーン駅 - クローンランシット停車場 (28.48 km)
- 1936年10月15日 【デルタ線】チットラッダー駅 - マッカサン駅
- 1940年6月24日 【複線化】クローンランシット停車場 - バーンパイン駅 (29.52 km)
- 1942年6月24日 【複線化】バーンパイン駅 - バーンパーチー駅 (31.95 km)
- 2000年3月3日 【3線化】ランシット駅 - バーンパーチー駅 (60.20 km)
- 2003年7月25日 【複線化】バーンパーチー駅 - ロッブリー駅 (42.86 km)
- 2025年5月26日 【複線化】コッククラーティアム - パークナムポー[14] (106.33 km)

## 区間

### フアランポーン駅 - チェンマイ駅
ランシット駅 -  バーンパーチー分岐駅が3線であり、バーンパーチー分岐駅 - ロッブリー駅が複線（2線）であるが、実態はそれぞれ単線が3線、単線が2線並べられた三単線、双単線という表現が適当である。つまりそれぞれの線が独自に上り方面下り方面の列車を走らせることが可能となっている。
2020年頃、貨物輸送能力の強化を目的として、東北本線・ケンコーイ駅方面と、当線のバーンパーチー以北を方向転換せずに直通運転可能とするデルタ線(三角線)が設置された。デルタ線および東本線バイパス線の複線化完成により、北本線方面よりケンコーイを経由し、バンコク湾沿岸の一大物流拠点であるレムチャバン港に至る複線貨物輸送ルートが確立した。なお、同デルタ線および東本線バイパス線を経由する定期旅客列車は設定されていない(2024年現在)。
冒頭で述べたように、バンコク都内で本線に隣接する電化新線ダークレッドライン開業ののち、旅客列車はランシット（厳密には旧ラックホック駅付近の接続地点）以南において同高架線経由に切り替えられた。新線区間は大部分が高架化され、複々線を利用した緩急分離運転が開始。また、定期運転の長距離優等列車はバーンスー分岐駅構内の新線上に設置された高架新駅であるクルンテープ・アピワット中央駅発着に改められている。
その一方で、比較的短距離を走行する普通列車はフアランポーン駅発着を継続している。フアランポーン出発後、列車は複線の地上在来線を北上するが、クルンテープ・アピワットまでの区間には在来線から新線へ移る分岐点がなく、従来の地上駅（バーンスー分岐駅当時の南本線専用ホーム）に入線する。これは東北本線、南本線の列車も同様である。
- 下表の駅等級は2025年版の資料に従う[27]。他区間も同様。

| 駅 名                                               | 英語駅名                                            | 駅番号                                              | フアランポーン駅 からの距離 | 駅等級            | 電報略号          | 所 在 地           | 所 在 地                           | 備 考                                                                                       |
| --------------------------------------------------- | --------------------------------------------------- | --------------------------------------------------- | --------------------------- | ----------------- | ----------------- | ------------------ | ---------------------------------- | ------------------------------------------------------------------------------------------- |
| フアランポーン駅                                    | BANGKOK                                             | 1001                                                | 0.00km                      | 1等               | กท.               | バンコク都         | パトゥムワン区                     | ■ブルーライン                                                                               |
| 国鉄本庁前信号所（フアランポーン駅構内）            |                                                     | ---                                                 | ---                         | ---               |                   | バンコク都         | パトゥムワン区                     | 信号境界（手動⇔CTC）                                                                        |
| ヨムマラート駅                                      | Yommarat                                            | 1002                                                | 1.98km                      | 停車場            | ยช.               | バンコク都         | ドゥシット区・ラーチャテーウィー区 | 実質上は信号場 (■東本線との分岐点） 客扱停車場は約200m北方の本線上に設置                    |
| チットラッダー王室駅                                | Ho Praje Chit Lada                                  | 1003                                                | 3.29km                      | ---               | จล.               | バンコク都         | ドゥシット区                       | 同一構内に併設                                                                              |
| ラマティボディ病院停車場                            | Ramathibodhi Hospital                               | 1232                                                | 3.46km                      | 停車場            | รธ.               | バンコク都         | ドゥシット区・ラーチャテーウィー区 | 同一構内に併設                                                                              |
| サームセン駅                                        | Sam Sen                                             | 1004                                                | 4.80km                      | 3等               | สส.               | バンコク都         | ドゥシット区・パヤータイ区         |                                                                                             |
| パーディパット停車場                                | Pra Diphat                                          | 1006                                                | 6.37km                      | 停車場            | ปิ.                | バンコク都         | ドゥシット区・パヤータイ区         |                                                                                             |
| クルンテープ・アピワット中央駅                      | Krung Thep Aphiwat Central                          |                                                     | 7.47km                      |                   | กภ.               | バンコク都         | チャトゥチャック区                 | ■ブルーライン / ■南本線 ■ダークレッドライン / ■ライトレッドライン ※新旧駅ともに別名で供用中 |
| バーンスー分岐駅（地上ホーム旧駅）                  | Bang Sue Junction                                   | 1007                                                | 7.47km                      | 1等               | บซ.               | バンコク都         | バーンスー区・チャトゥチャック区   | ■ブルーライン / ■南本線 ■ダークレッドライン / ■ライトレッドライン ※新旧駅ともに別名で供用中 |
| パホンヨーティン貨物ターミナル                      | Phahoyothin Freight Terminal                        | 1231                                                | 7.47km                      | ---               | ยพ.               | バンコク都         | バーンスー区・チャトゥチャック区   | 過去に旅客扱いあり                                                                          |
| ニコムロットファイ11km地点停車場                    | Nikhom Rotphai Khomo Sip-et                         | 1009                                                | 11.01km                     | 停車場            | รถ.               | バンコク都         | チャトゥチャック区                 | 高架化により廃止                                                                            |
| バンケン駅                                          | Bang Khen                                           | 1011                                                | 13.00km                     | 4等               | บข.               | バンコク都         | チャトゥチャック区                 | 高架化により旧駅廃止（長距離列車は通過）                                                    |
| トゥンソンホン駅 (停車場)                           | Thung Song Hong                                     | 1013                                                | 14.81km                     | 停車場            | หส.               | バンコク都         | ラックシー区                       | 高架化により旧停車場廃止（長距離列車は通過）                                                |
| ラックシー駅                                        | Lak Si                                              | 1015                                                | 17.57km                     | 4等               | ลส.               | バンコク都         | ラックシー区                       | ■ダークレッドライン / ■ピンクライン                                                         |
| ガンケーハー19km地点停車場                          | Khan Keha Khomo Sip-kao (Gan Keha)                  | 1225                                                | 19.47km                     | 停車場            | คห.               | バンコク都         | ドーンムアン区                     | 高架化により廃止                                                                            |
| タラートマイドンムアン停車場                        | Talat mai Don Muang                                 | 1016                                                | 21.69km                     | 停車場            | ตใ.               | バンコク都         | ドーンムアン区                     | 高架化により廃止                                                                            |
| ドンムアン駅                                        | Don Muang                                           | 1017                                                | 22.21km                     | 1等               | ดม.               | バンコク都         | ドーンムアン区                     | ■ダークレッドライン / ドンムアン空港                                                        |
| グレーンカネーン停車場                              | Grand Canal                                         | 1018                                                | 24.78km                     | 停車場            | คแ.               | バンコク都         | ドーンムアン区                     | 2020年9月15日廃止                                                                           |
| ラックホック駅 (停車場)                             | Lak Hok                                             | 1019                                                | 27.61km                     | 停車場            | หั.                | パトゥムターニー県 | ムアンパトゥムターニー郡           | 2020年9月15日停車場廃止（長距離列車は通過）                                                 |
| クローンランシット停車場                            | Khlong Rangsit                                      | 1020                                                | 28.48km                     | 停車場            | คส.               | パトゥムターニー県 | ムアンパトゥムターニー郡           | 初代ランシット駅として開業 2020年9月15日廃止                                                |
| ランシット駅                                        | Rangsit                                             | 1021                                                | 29.75km                     | 1等               | รต.               | パトゥムターニー県 | タンヤブリー郡                     | ■ダークレッドライン                                                                         |
| クローンヌーン停車場                                | Khlong Nhung                                        | 1223                                                | 33.84km                     | 停車場            | ลห.               | パトゥムターニー県 | クローンルワン郡                   |                                                                                             |
| チアンラック駅                                      | Chiang Rak                                          | 1022                                                | 37.47km                     | 3等               | ชร.               | パトゥムターニー県 | クローンルワン郡                   |                                                                                             |
| タマサート大学停車場                                | Thammasat University                                | 1230                                                | 40.19km                     | ---               | ธส.               | パトゥムターニー県 | クローンルワン郡                   |                                                                                             |
| ナワナコン停車場                                    | Nava Nakhon                                         | 1023                                                | 44.12km                     | 停車場            | วะ.               | パトゥムターニー県 | クローンルワン郡                   |                                                                                             |
| チアンラックノーイ駅                                | Chiang Rak Noi                                      | 1024                                                | 46.01km                     | 3等               | ชน.               | アユタヤ県         | バーンパイン郡                     |                                                                                             |
| クローンプッサー駅                                  | Khlong Phutsa                                       | 1026                                                | 51.88km                     | 4等               | พซ.               | アユタヤ県         | バーンパイン郡                     |                                                                                             |
| バーンパイン駅                                      | Bang Pa-In                                          | 1028                                                | 58.00km                     | 2等               | บอ.               | アユタヤ県         | バーンパイン郡                     |                                                                                             |
| バーンポー駅                                        | Ban Pho                                             | 1029                                                | 62.75km                     | 4等               | บพ.               | アユタヤ県         | バーンパイン郡                     |                                                                                             |
| アユタヤ駅                                          | Ayutthaya                                           | 1031                                                | 71.08km                     | 1等               | อย.               | アユタヤ県         | プラナコーンシーアユッタヤー郡     |                                                                                             |
| バーンマー駅                                        | Ban Ma                                              | 1032                                                | 74.69km                     | 4等               | มา.               | アユタヤ県         | プラナコーンシーアユッタヤー郡     |                                                                                             |
| マップラーチャン駅                                  | Map Phra Chan                                       | 1033                                                | 78.98km                     | 4等               | บจ.               | アユタヤ県         | ウタイ郡・ナコーンルワン郡         |                                                                                             |
| バーンドンクラン停車場                              | Ban Don Klang                                       | 1034                                                | 82.31km                     | 停車場            | ลก.               | アユタヤ県         | ウタイ郡・ナコーンルワン郡         |                                                                                             |
| プラケーオ駅                                        | Phra Kaeo                                           | 1035                                                | 85.44km                     | 4等               | พก.               | アユタヤ県         | パーチー郡                         |                                                                                             |
| バーンパーチー分岐駅                                | Ban Phachi Junction                                 | 1036                                                | 89.95km                     | 1等               | ภช.               | アユタヤ県         | パーチー郡                         | ■東北本線                                                                                   |
| ドンヤーナン停車場                                  | Don Yha Nang                                        | 1224                                                | 93.58km                     | 停車場            | ญา.               | アユタヤ県         | パーチー郡                         |                                                                                             |
| ノーンウィワット駅                                  | Nong Wiwat                                          | 1037                                                | 96.44km                     | 4等               | วิ.                | アユタヤ県         | タールア郡                         |                                                                                             |
| バーンプルックラット停車場                          | Ban Plug Rad                                        | 1038                                                | 99.16km                     | 停車場            | แด.               | アユタヤ県         | タールア郡                         |                                                                                             |
| タールア駅                                          | Tha Rua                                             | 1039                                                | 102.73km                    | 2等               | ทร.               | アユタヤ県         | タールア郡                         |                                                                                             |
| バーンモー駅                                        | Ban Mo                                              | 1041                                                | 108.78km                    | 2等               | มอ.               | サラブリー県       | バーンモー郡                       |                                                                                             |
| ノーンドーン駅                                      | Nong Don                                            | 1045                                                | 116.56km                    | 3等               | โด.               | サラブリー県       | ノーンドーン郡                     |                                                                                             |
| バーンクラップ駅                                    | Ban Klap                                            | 1047                                                | 121.72km                    | 4等               | บก.               | サラブリー県       | ノーンドーン郡                     |                                                                                             |
| バーンパーワーイ駅                                  | Ban Pa Wai                                          | 1048                                                | 127.44km                    | 4等               | ปว.               | ロッブリー県       | ムアンロッブリー郡                 |                                                                                             |
| ロッブリー駅                                        | Lop Buri                                            | 1050                                                | 132.81km                    | 1等               | ลบ.               | ロッブリー県       | ムアンロッブリー郡                 | これより単線区間                                                                            |
| ターケー駅                                          | Tha Khae                                            | 1051                                                | 137.51km                    | 4等               | ทแ.               | ロッブリー県       | ムアンロッブリー郡                 |                                                                                             |
| コッククラーティアム駅                              | Khok Kathiam                                        | 1053                                                | 144.23km                    | 4等               | คท.               | ロッブリー県       | ムアンロッブリー郡                 | これより複線区間                                                                            |
| ノーンタオ駅                                        | Nong Tao                                            | 1055                                                | 150.08km                    | 4等               | นต.               | ロッブリー県       | バーンミー郡                       | 未成線(タイ語)の橋梁が現存                                                                  |
| ノーンサイカーオ駅                                  | Nong Sai Khao                                       | 1056                                                | 154.93km                    | 4等               | ซข.               | ロッブリー県       | バーンミー郡                       |                                                                                             |
| バーンミー駅                                        | Ban Mi                                              | 1058                                                | 161.22km                    | 2等               | บม.               | ロッブリー県       | バーンミー郡                       |                                                                                             |
| ホァイケーオ停車場                                  | Huai Kaeo                                           | 1059                                                | 165.94km                    | 停車場            | หก.               | ロッブリー県       | バーンミー郡                       |                                                                                             |
| パイヤイ停車場                                      | Phai Yai                                            | 1060                                                | 170.33km                    | 停車場            | ผญ.               | ロッブリー県       | バーンミー郡                       |                                                                                             |
| ロンリェンチャンセン停車場                          | Rong Rien Chansen                                   | 1229                                                | 172.90km                    | 停車場            | รจ.               | ロッブリー県       | バーンミー郡                       |                                                                                             |
| チャンセン駅                                        | Chansen                                             | 1061                                                | 173.86km                    | 3等               | จส.               | ナコーンサワン県   | タークリー郡                       |                                                                                             |
| バンコッククォー停車場                              | Ban Khok Kwaow                                      | 1062                                                | 176.63km                    | 停車場            | ว้.                | ナコーンサワン県   | タークリー郡                       |                                                                                             |
| チョンケー駅                                        | Chong Khae                                          | 1063                                                | 180.20km                    | 3等               | ชค.               | ナコーンサワン県   | タークリー郡                       |                                                                                             |
| タレワー停車場                                      | Thale Wa                                            | 1065                                                | 187.37km                    | 停車場            | ทห.               | ナコーンサワン県   | タークリー郡                       |                                                                                             |
| ポーントン駅                                        | Phon Thong                                          | 1066                                                | 188.65km                    | 3等               | โพ.               | ナコーンサワン県   | タークリー郡                       |                                                                                             |
| バーンタークリー駅                                  | Ban Takhli                                          | 1067                                                | 193.02km                    | 2等               | ตล.               | ナコーンサワン県   | タークリー郡                       |                                                                                             |
| ドンマク駅                                          | Dong Maku                                           | 1069                                                | 198.80km                    | 4等               | ดง.               | ナコーンサワン県   | タークリー郡                       |                                                                                             |
| フアワーイ駅                                        | Hua Wai                                             | 1070                                                | 204.06km                    | 4等               | หว.               | ナコーンサワン県   | タークリー郡                       |                                                                                             |
| ノーンポー駅                                        | Nong Pho                                            | 1072                                                | 211.44km                    | 3等               | นพ.               | ナコーンサワン県   | タークリー郡                       |                                                                                             |
| ホァニォ駅                                          | Hua Ngiu                                            | 1074                                                | 217.22km                    | 4等               | หง.               | ナコーンサワン県   | パユハキーリー郡                   |                                                                                             |
| バーンノーンムー停車場                              | Ban Nong Mu                                         | 1075                                                | 221.77km                    | 停車場            | มู.                | ナコーンサワン県   | パユハキーリー郡                   | 廃駅                                                                                        |
| ノーンマコック駅                                    | Noen Makok                                          | 1076                                                | 224.81km                    | 3等               | มก.               | ナコーンサワン県   | パユハキーリー郡                   |                                                                                             |
| トゥーンナムスーン停車場                            | Thung Nam Suem                                      | 1078                                                | 231.35km                    | 停車場            | ทซ.               | ナコーンサワン県   | パユハキーリー郡                   | 廃駅                                                                                        |
| カーオトーン駅                                      | Khao Thong                                          | 1079                                                | 235.49km                    | 4等               | ขท.               | ナコーンサワン県   | パユハキーリー郡                   |                                                                                             |
| ナコーンサワン駅                                    | Nakhon Sawan                                        | 1082                                                | 245.78km                    | 1等               | นว.               | ナコーンサワン県   | ムアンナコーンサワン郡             |                                                                                             |
| パークナムポー駅                                    | Pak Nam Pho                                         | 1083                                                | 250.56km                    | 2等               | ปพ.               | ナコーンサワン県   | ムアンナコーンサワン郡             | これより単線区間                                                                            |
| ブンボーラプート駅                                  | Bueng Borapret                                      | 1226                                                | 257.15km                    | 4等               | เพ.               | ナコーンサワン県   | ムアンナコーンサワン郡             |                                                                                             |
| タップクリット駅                                    | Thap Krit                                           | 1084                                                | 263.68km                    | 3等               | ทก.               | ナコーンサワン県   | チュムセーン郡                     |                                                                                             |
| クローンプラーコット駅                              | Khlong Pla Kot                                      | 1086                                                | 270.87km                    | 3等               | ปก.               | ナコーンサワン県   | チュムセーン郡                     |                                                                                             |
| チュムセーン駅                                      | Chumsaeng                                           | 1088                                                | 280.29km                    | 2等               | ชส.               | ナコーンサワン県   | チュムセーン郡                     |                                                                                             |
| ワンクラン駅                                        | Wang Krang                                          | 1091                                                | 290.24km                    | 4等               | กา.               | ピチット県         | バーンムーンナーク郡               |                                                                                             |
| バーンムーンナーク駅                                | Bang Mun Nak                                        | 1093                                                | 297.03km                    | 2等               | นา.               | ピチット県         | バーンムーンナーク郡               |                                                                                             |
| ホークライ駅                                        | Ho Krai                                             | 1095                                                | 303.50km                    | 4等               | ไก.               | ピチット県         | バーンムーンナーク郡               |                                                                                             |
| ドンタコップ駅                                      | Dong Takhop                                         | 1097                                                | 309.87km                    | 4等               | ดข.               | ピチット県         | バーンムーンナーク郡               |                                                                                             |
| タパーンヒン駅                                      | Taphan Hin                                          | 1099                                                | 319.00km                    | 2等               | ตห.               | ピチット県         | タパーンヒン郡                     |                                                                                             |
| フアイケット駅                                      | Huai Ket                                            | 1101                                                | 324.91km                    | 4等               | ยต.               | ピチット県         | タパーンヒン郡                     |                                                                                             |
| フアドーン駅                                        | Hua Dong                                            | 1103                                                | 332.60km                    | 3等               | หด.               | ピチット県         | ムアンピチット郡                   |                                                                                             |
| ワーンクロット駅                                    | Wang Krot                                           | 1105                                                | 339.36km                    | 3等               | วร.               | ピチット県         | ムアンピチット郡                   |                                                                                             |
| ピチット駅                                          | Phichit                                             | 1107                                                | 346.79km                    | 1等               | พจ.               | ピチット県         | ムアンピチット郡                   |                                                                                             |
| ターロー駅                                          | Tha Lo                                              | 1109                                                | 354.26km                    | 3等               | ทฬ.               | ピチット県         | ムアンピチット郡                   |                                                                                             |
| バーンクラトゥム駅                                  | Bang Krathum                                        | 1111                                                | 362.22km                    | 2等               | ทม.               | ピッサヌローク県   | バーンクラトゥム郡                 |                                                                                             |
| メーティアップ駅                                    | Mae Thiap                                           | 1112                                                | 366.21km                    | 4等               | แท.               | ピッサヌローク県   | バーンクラトゥム郡                 |                                                                                             |
| バーンマイ駅                                        | Ban Mai                                             | 1114                                                | 375.31km                    | 3等               | บห.               | ピッサヌローク県   | ムアンピッサヌローク郡             |                                                                                             |
| ブンプラー駅                                        | Bung Phra                                           | 1116                                                | 381.87km                    | 2等               | บะ.               | ピッサヌローク県   | ムアンピッサヌローク郡             |                                                                                             |
| ピッサヌローク駅                                    | Phitsanulok                                         | 1118                                                | 389.28km                    | 1等               | พล.               | ピッサヌローク県   | ムアンピッサヌローク郡             |                                                                                             |
| バーンテンナーム駅                                  | Ban Teng Nam                                        | 1119                                                | 393.75km                    | 3等               | เห.               | ピッサヌローク県   | ムアンピッサヌローク郡             |                                                                                             |
| バーントゥーム駅                                    | Ban Tum                                             | 1121                                                | 400.00km                    | 4等               | ตม.               | ピッサヌローク県   | ムアンピッサヌローク郡             |                                                                                             |
| クウェーノイ駅                                      | Khwae Noi                                           | 1122                                                | 405.31km                    | 4等               | คน.               | ピッサヌローク県   | ムアンピッサヌローク郡             |                                                                                             |
| プロムピラーン駅                                    | Phrom Phiram                                        | 1125                                                | 414.50km                    | 3等               | พห.               | ピッサヌローク県   | プロムピラーン郡                   |                                                                                             |
| ノーントム駅                                        | Nong Tom                                            | 1127                                                | 423.20km                    | 3等               | หต.               | ピッサヌローク県   | プロムピラーン郡                   |                                                                                             |
| バーンブン駅                                        | Ban Bung                                            | 1130                                                | 432.75km                    | 4等               | บง.               | ピッサヌローク県   | プロムピラーン郡                   |                                                                                             |
| バーンコーン駅                                      | Ban Khon                                            | 1131                                                | 437.41km                    | 4等               | บค.               | ウッタラディット県 | ピチャイ郡                         |                                                                                             |
| ピチャイ駅                                          | Phichai                                             | 1134                                                | 447.55km                    | 3等               | พย.               | ウッタラディット県 | ピチャイ郡                         |                                                                                             |
| ライオイ駅                                          | Rai Oi                                              | 1136                                                | 453.98km                    | 4等               | รอ.               | ウッタラディット県 | ピチャイ郡                         |                                                                                             |
| バーンダーラー分岐駅                                | Ban Dara Junction                                   | 1137                                                | 458.31km                    | 3等               | ดร.               | ウッタラディット県 | ピチャイ郡                         |                                                                                             |
| ターサック駅                                        | Tha Sak                                             | 1144                                                | 461.80km                    | 3等               | าส.               | ウッタラディット県 | ピチャイ郡                         |                                                                                             |
| トローン駅                                          | Tron                                                | 1146                                                | 469.86km                    | 3等               | ตอ.               | ウッタラディット県 | トローン郡                         |                                                                                             |
| ワーンカピー駅                                      | Wang Kaphi                                          | 1148                                                | 476.82km                    | 4等               | วก.               | ウッタラディット県 | ムアンウッタラディット郡           |                                                                                             |
| ウッタラディット駅                                  | Uttaradit                                           | 1150                                                | 485.17km                    | 1等               | อด.               | ウッタラディット県 | ムアンウッタラディット郡           |                                                                                             |
| シラアット駅                                        | Sila At                                             | 1151                                                | 487.52km                    | 1等               | ศล.               | ウッタラディット県 | ムアンウッタラディット郡           |                                                                                             |
| ターサオ停車場                                      | Tha Sao                                             | 1152                                                | 489.35km                    | 停車場            | เส.               | ウッタラディット県 | ムアンウッタラディット郡           |                                                                                             |
| ナムリット停車場                                    | Nam Rit                                             |                                                     |                             |                   |                   | ウッタラディット県 | ムアンウッタラディット郡           | 廃駅                                                                                        |
| バーンダン駅                                        | Ban Dan                                             | 1154                                                | 497.56km                    | 4等               | บด.               | ウッタラディット県 | ムアンウッタラディット郡           |                                                                                             |
| パントンプン駅                                      | Pang Ton Phueng                                     | 1157                                                | 509.36km                    | 4等               | ปต.               | ウッタラディット県 | ムアンウッタラディット郡           |                                                                                             |
| パントゥムコップトンネル（全長 120.09m）            | パントゥムコップトンネル（全長 120.09m）            | パントゥムコップトンネル（全長 120.09m）            | 513.72km-513.84km           | 513.72km-513.84km | 513.72km-513.84km | ウッタラディット県 | ムアンウッタラディット郡           |                                                                                             |
| カーオプルーントンネル（全長362.44m）               | カーオプルーントンネル（全長362.44m）               | カーオプルーントンネル（全長362.44m）               | 516.41km-516.77km           | 516.41km-516.77km | 516.41km-516.77km | ウッタラディット県 | ムアンウッタラディット郡           |                                                                                             |
| カーオプルーン停車場                                | Khao Phlung                                         | 1159                                                | 517.02km                    | 停車場            | ขง.               | プレー県           | デンチャイ郡                       |                                                                                             |
| ホァイライ駅                                        | Huai Rai                                            | 1160                                                | 521.48km                    | 4等               | หา.               | プレー県           | デンチャイ郡                       |                                                                                             |
| ライクレットタオ停車場                              | Rai Kred Dao                                        | 1161                                                | 525.60km                    | 停車場            | รล.               | プレー県           | デンチャイ郡                       |                                                                                             |
| メープアック停車場                                  | Mae Phuak                                           | 1162                                                | 528.22km                    | 停車場            | มพ.               | プレー県           | デンチャイ郡                       |                                                                                             |
| デンチャイ駅                                        | Den Chai                                            | 1164                                                | 533.94km                    | 1等               | ดช.               | プレー県           | デンチャイ郡                       |                                                                                             |
| パクパン駅                                          | Pak Pan                                             | 1165                                                | 538.43km                    | 4等               | ปา.               | プレー県           | デンチャイ郡                       |                                                                                             |
| ケーンルアン駅                                      | Kaeng Luang                                         | 1167                                                | 546.94km                    | 3等               | กล.               | プレー県           | ローン郡                           |                                                                                             |
| フアイメータ停車場                                  | Huai Mae Ta                                         | 1169                                                | 554.42km                    | 停車場            | วต.               | プレー県           | ローン郡                           |                                                                                             |
| バーンピン駅                                        | Ban Pin                                             | 1172                                                | 563.86km                    | 2等               | บป.               | プレー県           | ローン郡                           |                                                                                             |
| フアイメーラントンネル（全長 130.20m）              | フアイメーラントンネル（全長 130.20m）              | フアイメーラントンネル（全長 130.20m）              | 574.04km-574.17km           | 574.04km-574.17km | 574.04km-574.17km | プレー県           | ローン郡                           |                                                                                             |
| フアイメーラン停車場                                | Huai Mae Lan                                        |                                                     | 574.57km                    |                   |                   | プレー県           | ローン郡                           | 廃駅                                                                                        |
| パーカーン駅                                        | Pha Khan                                            | 1176                                                | 578.46km                    | 4等               | ผน.               | プレー県           | ローン郡                           |                                                                                             |
| パーコー停車場                                      | Pha Kho                                             | 1177                                                | 581.22km                    | 停車場            | ผค.               | プレー県           | ローン郡                           |                                                                                             |
| パンプアイ駅                                        | Pang Puai                                           | 1180                                                | 591.07km                    | 4等               | ปย.               | ラムパーン県       | メーモ郡                           |                                                                                             |
| メーチャーン駅                                      | Mae Chang                                           | 1182                                                | 600.33km                    | 4等               | มจ.               | ラムパーン県       | メーモ郡                           |                                                                                             |
| メーモ駅                                            | Mae Mo                                              | 1184                                                | 609.16km                    | 3等               | มม.               | ラムパーン県       | メーモ郡                           |                                                                                             |
| ホァイラックマイ停車場                              | Huai Rak Mai                                        | 1185                                                | 614.15km                    | 停車場            | รไ.               | ラムパーン県       | メーモ郡                           |                                                                                             |
| サラパーラット駅                                    | Sala Pha Lat                                        | 1187                                                | 622.20km                    | 4等               | ผล.               | ラムパーン県       | ムアンラムパーン郡                 |                                                                                             |
| メーター駅                                          | Mae Tha                                             | 1189                                                | 628.45km                    | 3等               | มท.               | ラムパーン県       | ムアンラムパーン郡                 |                                                                                             |
| ノーンウォアターオ駅                                | Nong Wua Thao                                       | 1192                                                | 637.41km                    | 3等               | วถ.               | ラムパーン県       | ムアンラムパーン郡                 |                                                                                             |
| ナコーンラムパーン駅                                | Nakhon Lampang                                      | 1193                                                | 642.29km                    | 1等               | ลป.               | ラムパーン県       | ムアンラムパーン郡                 |                                                                                             |
| ボーヘーオ停車場                                    | Bo Haeo                                             | 1194                                                | 647.11km                    | 停車場            | บฮ.               | ラムパーン県       | ムアンラムパーン郡                 | 廃駅                                                                                        |
| ハンチャット駅                                      | Hang Chat                                           | 1196                                                | 654.85km                    | 3等               | หฉ.               | ラムパーン県       | ハーンチャット郡                   |                                                                                             |
| パンムアン駅                                        | Pang Muang                                          | 1198                                                | 660.98km                    | 4等               | ปม.               | ラムパーン県       | ハーンチャット郡                   |                                                                                             |
| ホァイリアン停車場                                  | Huai Rian                                           | 1199                                                | 665.09km                    | 停車場            | ยเ.               | ラムパーン県       | ハーンチャット郡                   |                                                                                             |
| メータンノーイ駅                                    | Mae Tan Noi                                         | 1201                                                | 671.80km                    | 3等               | มต.               | ラムパーン県       | ハーンチャット郡                   |                                                                                             |
| クンターントンネル （全長1352.10m）タイ最長トンネル | クンターントンネル （全長1352.10m）タイ最長トンネル | クンターントンネル （全長1352.10m）タイ最長トンネル | 681.57km-682.93km           | 681.57km-682.93km | 681.57km-682.93km |                    |                                    |                                                                                             |
| クンターン駅                                        | Khun Tan                                            | 1204                                                | 683.14km                    | 3等               | ขน.               | ラムプーン県       | メーター郡                         |                                                                                             |
| ターチョンプー駅                                    | Tha Chomphu                                         | 1206                                                | 691.89km                    | 3等               | าช.               | ラムプーン県       | メーター郡                         |                                                                                             |
| サラメーター駅                                      | Sala Mae Tha                                        | 1208                                                | 700.68km                    | 3等               | ลท.               | ラムプーン県       | メーター郡                         |                                                                                             |
| ノンロム駅                                          | Nong Lom                                            | 1212                                                | 713.01km                    | 3等               | งล.               | ラムプーン県       | ムアンラムプーン郡                 |                                                                                             |
| ラムプーン駅                                        | Lam Phun                                            | 1216                                                | 729.21km                    | 2等               | ลพ.               | ラムプーン県       | ムアンラムプーン郡                 |                                                                                             |
| パーサオ駅                                          | Pa Sao                                              | 1218                                                | 734.64km                    | 4等               | ปส.               | ラムプーン県       | ムアンラムプーン郡                 |                                                                                             |
| サーラピー駅                                        | Saraphi                                             | 1220                                                | 742.78km                    | 3等               | ภี.                | チエンマイ県       | サーラピー郡                       |                                                                                             |
| チェンマイ駅                                        | Chiangmai                                           | 1222                                                | 751.42km                    | 1等               | ชม.               | チエンマイ県       | ムアンチエンマイ郡                 |                                                                                             |

### バーンダーラー分岐駅 - サワンカローク駅
Covid-19蔓延予防処置により支線内の長期運休が続いていたが、2023年7月の運転再開後、サワンカローク - (バーンダーラー分岐駅) - シラアット間の普通列車1往復のみ運行中。2025年2月
現在、下記のような優等列車は時刻表に掲載されていない。
ただし、同区間は2025年2月現在、2024年8月の水害により長期運休となっている。
過去の運行
長期運休直前において、この支線区間にはバンコク（フアランポーン） - シラアット間を結ぶ特殊な運行形態の昼行特急1往復のみが走行していた。
下り列車である第3特急のみが寄り道する形で支線に入線し、分岐駅のバーンダーラーには2回停車。そのため、当列車でバーンダーラーより先（北）に行く乗客は、支線を往復する分だけ乗車時間が増える。その一方、上り第4列車は支線に入線しない。よって、支線内からバンコク方面への利用には必ず乗り換えを要した。
下り経路: フアランポーン駅→バーンダーラー分岐駅（方向転換）→サワンカローク駅（方向転換）→バーンダーラー分岐駅→シラアット駅（終点）
上り経路: シラアット駅→バーンダーラー分岐駅→フアランポーン駅（終点）
さらに以前には早朝サワンカローク発ピッサヌローク行き、および夕方ピッサヌローク発サワンカローク行きの普通列車も設定されていたが、2007年頃に廃止された。この普通列車廃止に伴い、サワンカローク支線内のクローンラムーン、ワットクローンプ、クローンヤーン、ノーンリエンの4つの停車場が廃止されており、2025年現在、支線内の途中駅はクローンマップラップ駅のみである。
| 駅 名                  | 英語駅名          | 駅番号 | フアランポーン駅 からの距離 | 駅等級 | 電報略号 | 所 在 地           | 所 在 地         | 備 考 |
| ---------------------- | ----------------- | ------ | --------------------------- | ------ | -------- | ------------------ | ---------------- | ----- |
| バーンダーラー分岐駅   | Ban Dara Junction | 1137   | 458.31km                    | 3等    | ดร.      | ウッタラディット県 | ピチャイ郡       |       |
| クローンラムーン停車場 | Khlong Lamung     | 1138   | 466.32km                    | 停車場 | ลม.      | ウッタラディット県 | ピチャイ郡       | 廃駅  |
| クローンマップラップ駅 | Khlong Maphlap    | 1139   | 470.27km                    | 4等    | มป.      | スコータイ県       | シーナコーン郡   |       |
| ワットクローンプ停車場 | Wat Khlong Pu     | 1140   | 474.96km                    | 停車場 | วู.       | スコータイ県       | シーナコーン郡   | 廃駅  |
| クローンヤーン停車場   | Khlong Yang       | 1141   | 479.03km                    | 停車場 | คย.      | スコータイ県       | サワンカローク郡 | 廃駅  |
| ノーンリエン停車場     | Nong Riang        | 1142   | 483.08km                    | 停車場 | นย.      | スコータイ県       | サワンカローク郡 | 廃駅  |
| サワンカローク駅       | Sawankhalok       | 1143   | 487.14km                    | 4等    | สว.      | スコータイ県       | サワンカローク郡 |       |

## 信号・閉塞方式
フアランポーン - ピッサヌローク間(389.28km)はタイ国鉄の最長連続自動閉塞(CTC)区間であるほか、これに続くピッサヌローク - シラアット間も通票閉塞式よりも技術上精度の高い連査閉塞式が取り入れられている。（2019年11月現在）また、当線の非自動閉塞区間においては全ての交換可能駅が信号取扱駅となっており、信号設備のない閉塞境界型の駅は当線には存在しない。（サワンカローク支線を除く）
- フアランポーン - ランシット駅間；自動信号(CTC) 2線並列
  - フアランポーン駅構内の信号は全て手動で管理されており、同駅構内北端に位置する国鉄本庁前信号所が構内とCTC区間との境界となっている。そのためフアランポーン駅を発車する半数程度の列車は、同駅プラットホームを発車したのち、CTC区間の始点である同信号所で一旦停止し、CTC区間に乗り入れるための交信と信号待ちを行う。また、国政選挙、国際会議、王室行事等が開催される期間に、深南部の分離独立を要求するイスラム教系過激派によるテロ活動への警戒として、特に南本線の列車を対象に同信号所で鉄道警察による列車内の検問が行われる場合がある。

- ランシット - バーンパーチー分岐駅間；自動信号(CTC) 3線並列

- バーンパーチー分岐駅 - ロッブリー間；自動信号(CTC) 2線並列
  - 上記区間は、厳密には複線区間ではなく、あくまで単線2線ないし3線並列という扱いである。そのため各線に上下両方向向きにCTC信号機が設置されている。

- ロッブリー - ピッサヌローク間；自動信号(CTC)　単線

- ピッサヌローク - シラアット間；非自動閉塞（連査閉塞方式）

- シラアット - チェンマイ間；非自動閉塞（通票閉塞方式）

- バーンダーラー分岐駅 - サワンカローク間；非自動閉塞（通票閉塞方式）

## 主な事件、事故
- 2012年5月26日 - 午後6時半ごろ、チェンマイからバンコクに向っていた回送列車が、タイ北部ランプーン県内で機関車（4109）を含む7両が脱線。回送列車だったため、乗客はおらず乗務員にも負傷者は出なかった[33]。